# 苏菜
蘇菜為江蘇省境內的地方傳統菜系，亦為中國四大菜系之一及中華人民共和國現今國宴。

## 簡介
江苏地处长江流域下游的中国南北分界线，故省内饮食习惯迥异。

## 支系

### 淮扬菜
又称揚州菜或淮南菜，為源頭淮安、揚州的合稱，蘇菜中最享負盛名的派系，被認為是蘇菜的代表；源自扬州、淮安一帶，讲究选料和刀工，口味清淡，咸甜适度，擅长刀工和炖煮制汤。

### 金陵菜
又称京苏菜，源自南京，制作精细，口味平和。善用蔬菜，以“金陵三草”，即菊花涝、枸杞头、马兰头，以及“早春四野”，即芥菜、马兰头、芦蒿、野蒜的蔬菜組合驰名中國。

### 蘇錫菜
又称苏南菜，為源頭蘇州、無錫的合稱，源自苏州、无锡和常州一帶，常用料酒、酒釀、酒糟和桂花调味，擅长各类水产，口味偏甜。有时也将苏锡菜细分为苏帮菜、无锡菜和常州菜。

### 徐海菜
又称徐宿菜，為源頭徐州、宿迁或海州的合稱，源自徐州、宿迁、海州（又稱連雲，今連雲港市）一帶，口味较重，比较咸辣，擅长各种烹调肉类。